# Зубов, Иван Петрович
Иван Петрович Зу́бов (1910 — 1976) — советский геолог.

## Биография
Окончил МНИ имени И. М. Губкина (1935), инженер-геолог.
Трудовая деятельность:
- 1935—1951 — прораб, начальник геолого-съемочной партии, директор геологоразведочной конторы, главный геолог треста «Калининнефть» объединения «Средазнефть»;
- 1951—1957 — главный геолог, заместитель начальника объединения «Главвостокнефтедобыча» Миннефтепрома СССР;
- 1957—1966 — заместитель начальника отдела нефти и газа Министерства геологии и охраны недр СССР; командировки: в КНР — советник по нефти и газу (1960—1961); в Индию — советник по геологии (1963—1965);
- 1966—1976 — начальник сектора Восточных районов, Средней Азии, заместитель директора по научной работе ВНИГНИ.

Кандидат геолого-минералогических наук (1950).
Автор более 40 работ, в основном посвящённых геологическому описанию впервые исследованных пустынных и горных районов Узбекистана и Туркмении.

## Награды
- Сталинская премия 2-й степени (1947) — за геологические исследования, обеспечившие открытие и освоение новых нефтяных месторождений в Фергане;
- орден Ленина;
- орден Трудового Красного Знамени;
- орден «Знак Почёта»;
- четыре медали;
- Почётный нефтяник СССР;
- заслуженный работник нефтяной и газовой промышленности РСФСР.